# بنة نعيمة (الريف الغربي)
بنة نعيمة (بالفارسية: بنه نعیمه) هي منطقة سكنية تقع في إيران في قسم الريف الغربي الريفي. يقدر عدد سكانها بـ 90 نسمة بحسب إحصاء 2016.